# سینما فرهنگ (تهران)
سینما فرهنگ (نام پیشین: سینما سیلورسیتی) از سینماهای تهران است که در ۱۳۴۷ تأسیس شد. این سینما که یکی از مجهزترین سینماهای ایران است در تقاطع خیابان شریعتی و خیابان دولت قرار دارد. اداره امور این سینما از ابتدای تاسیس بنیاد سینمایی فارابی در اختیار این مرکز فرهنگی هنری قرار گرفت و تا سالها دبیرخانه جشنواره فیلم فجر نیز در طبقه دوم آن قرار داشت. پس از بازسازی و نوسازی سالن شماره 2 سینما و انتقال دبیرخانه جشنواره فیلم فجر به باغ فردوس، سالن شماره 2 نیز در چرخه اکران قرار گرفت. در سال 1396 نیز در محوطه پارکینگ سینما فرهنگ سالن شماره 3 آن با ظرفیت 74 صندلی راه اندازی شد و به اکران فیلمهای گروه هنر و تجربه اختصاص یافت.از سال 1392 تا پایان سال 1402 با تصمیم روسای وقت سازمان سینمایی وزارت فرهنگ و ارشاد اسلامی اداره امور این سینما زیر نظر موسسه سینما شهر قرار گرفت و از ابتدای سال 1403 مجددا امور این سینما به بنیاد سینمایی فارابی بازگشت

## تاریخچه
این سینما در سال ۱۳۴۸ با نام سیلورسیتی و با نمایش فیلم نورمن هیپی شده در تاریخ پنجشنبه ۲۹ اسفند ۱۳۴۸ خورشیدی افتتاح شد. مؤسس این سینما مهدی میثاقیه بود که بعدها بهروز وثوقی سینما را از میثاقیه خرید و سپس در اواخر دههٔ ۱۳۵۰، آن را به قیمت ۷ میلیون تومان به وزارت فرهنگ و هنر فروخت. 
این سینما در همان سال‌های آغازین پس از انقلاب به «فرهنگ» تغییر نام داد و در ادامه، مالکیت آن نیز به بنیاد سینمایی فارابی واگذار شد. در اوایل دههٔ ۱۳۸۰ سینما بازسازی و در ۲۸ آذر ۱۳۸۲ بازگشایی شد. 
در اوایل دهه ۱۳۸۰ عملیات بازسازی و بهسازی سینما فرهنگ انجام و این مجموعه دارای دو سالن مجهز شد. سینما فرهنگ در آن مقطع، تنها سالن سينما در ايران لقب گرفت که به آگوستيك داخلي سالن مجهز به سيستم دالبي ديجيتال توجه كرده بود.
سالن شماره 1 سینما فرهنگ 327 نفر و سالن شماره 2 سینما فرهنگ 239 نفر ظرفیت دارد. پروژه ساخت و تجهيز سالن شماره 3 سينما فرهنگ در سال 1396 شکل گرفت و در اسفند آن سال، این سالن با ظرفیت ۷۴ صندلی راه‌اندازی شد که مختص نمایش فیلم‌های هنر و تجربه است. صدای دالبی این سینما به عنوان سینمای ممتاز پنج ستاره رده‌بندی شده‌است. بنیاد فارابی

تبلیغ برنامه‌ی افتتاحیه سینما سیلورسیتی با نمایش فیلم «نورمن هیپی شده» در روزنامه‌ی اطلاعات ۲۸ اسفند ۱۳۴۸